# Goéland austral
Larus pacificus
Espèce
Statut de conservation UICN

 LC  : Préoccupation mineure
Le Goéland austral (Larus pacificus) est un très grand goéland originaire des côtes sud de l'Australie. Il est assez commun entre Carnarvon à l'ouest et Sydney à l'est quoiqu'il soit devenu rare dans certaines régions du sud-est où il est entré en compétition avec le Goéland dominicain dont la vague d'expansion a atteint ce pays dans les années 1940.

## Description
Cet oiseau mesure de 58 à 65 cm pour une masse de 900 à 1185 g et une envergure de 137 à 157 cm.
Plus grand que la Mouette argentée, il vit seul ou en couple, errant le long du rivage, survolant la côte ou quelquefois s'élevant haut dans le ciel pour laisser tomber et briser un coquillage ou un oursin.

## Taxonomie
Certains systématiciens le plaçaient seul ou avec le Goéland de Scoresby (Leucophaeus scoresbii) dans le genre Gabianus sur la base du bec très massif.
D'après la classification de référence (version 14.1, 2024) de l'Union internationale des ornithologues, le Goéland austral possède 2 sous-espèces (ordre philogénique) :
- Larus pacificus georgii King, PP, 1826 : du comté d'Exmouth à l'île Kangourou ;
- Larus pacificus pacificus Latham, 1801 : côte Sud-Est de l'Australie (jusqu'à Sydney) et Tasmanie.

## Galerie

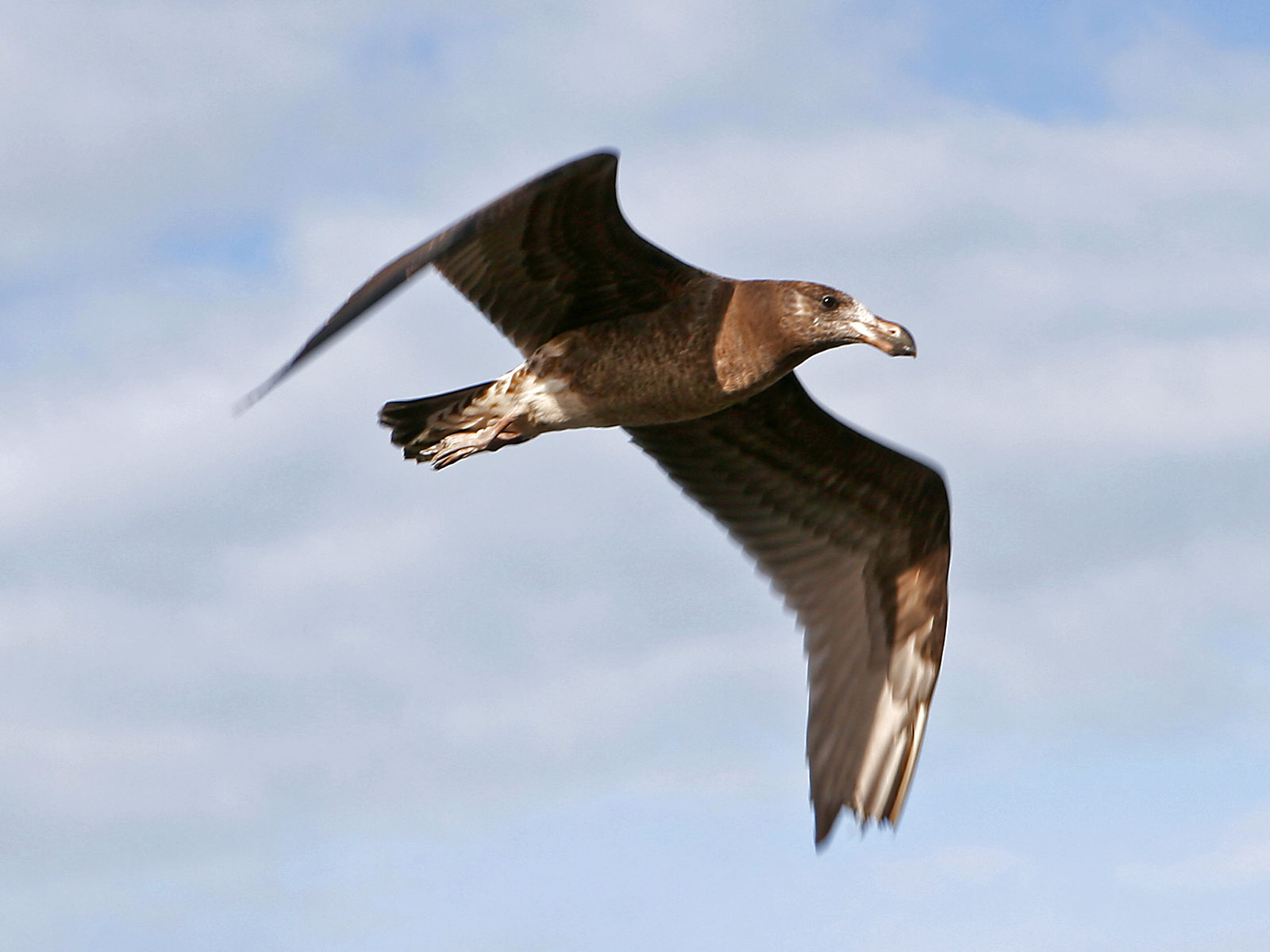
Juvénile en vol
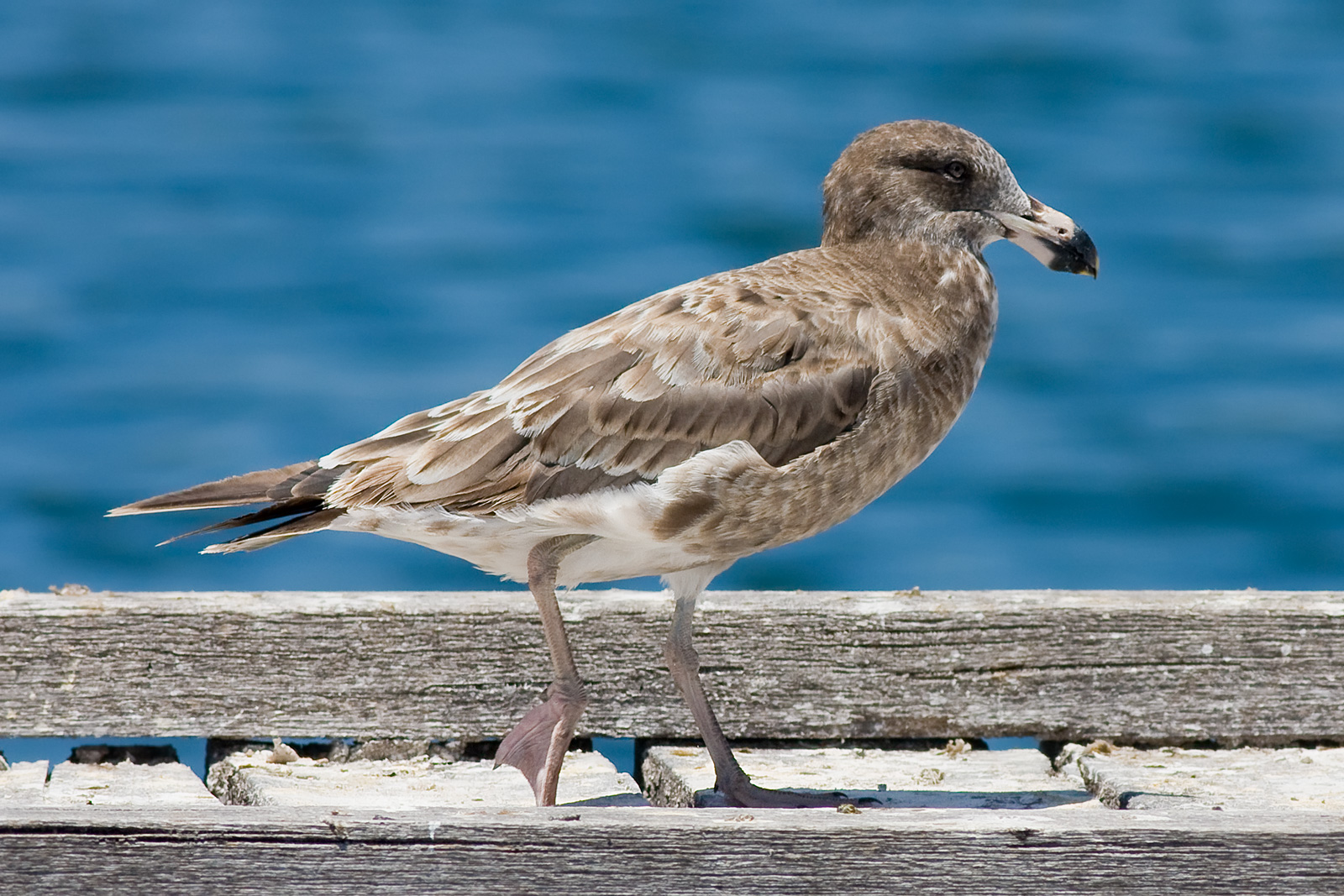
Juvénile au sol